# Głębokie (powiat gnieźnieński)

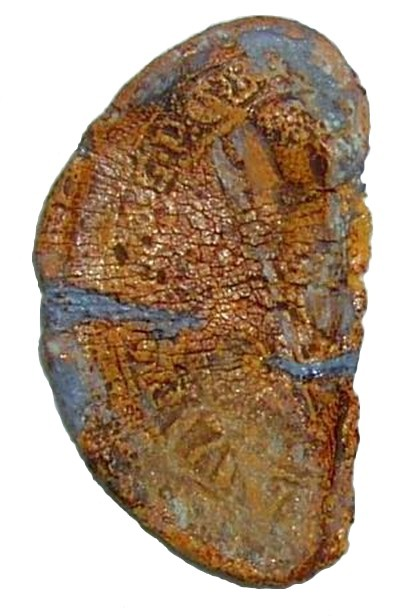
Bulla Krzywoustego znaleziona w Głębokiem

Głębokie – wieś w Polsce położona w województwie wielkopolskim, w powiecie gnieźnieńskim, w gminie Kiszkowo. Prowadzi przez nią Wielkopolska Droga św. Jakuba.
W latach 1975–1998 miejscowość należała administracyjnie do województwa poznańskiego.